# Alsted-stenen
 Ikke at forveksle med Alstad-stenen.
Alsted-stenen er en runesten, som har været kendt siden 1643. Stenens oprindelige plads kendes ikke, men indskriften 'disse stene' indikerer, at stenen oprindeligt har været en del af et monument bestående af flere sten. Den har været indmuret i Alsted Kirkes våbenhus og er nu opstillet i kirkeskibet.

## Indskrift
| Translitteration | eskil : sati : sina : þesi : eftiR : ystin : auk : fliR : bruþur : sin : sun : ystis : aþal:miki |
| Transskription   | Ǣskæll satti s[t]ēna þessi æftiR Ǿstēn ok FlīR, brōður sinn, sun Ǿstē[n]s, Aðalmæ[r]ki/Aðalmǣki. |
| Oversættelse     | Eskil satte disse stene efter Østen og sin broder Flir, Østens søn, Adelmærke (el. Adelsværd).   |

Indskriften er ordnet i konturordning og begynder i stenens nederste venstre hjørne. Ordet 'Adelmærke' el. 'Adelsværd' opfattes som et tilnavn. I indskriften findes der stungne runer, i- og u-runerne, translittereret med hhv. e og y.